# Pike Township (comté de Carter, Missouri)
Pour les articles homonymes, voir Pike Township.
Pike Township est un township du comté de Carter dans le Missouri, aux États-Unis,.  Le township est fondé dans les années 1890 et baptisé en référence la rivière Pike Creek (en), un affluent de la Current River (en).

## Source de la traduction
- (en) Cet article est partiellement ou en totalité issu de l’article de Wikipédia en anglais intitulé « Pike Township, Carter County, Missouri » (voir la liste des auteurs).